# Tia Tanaka
Tia Tanaka (Indonesia, 15 de marzo de 1987) es una actriz pornográfica y modelo estadounidense nacida en Indonesia; de madre vietnamita/francesa y de padre vietnamita.

## Biografía
Tanaka nació en Indonesia y emigró a los Estados Unidos con su madre cuando tenía un año. Vivió en Nueva York y luego se mudó a California.
Tanaka fue a la escuela secundaria con Kitty Jung y Jasmine Mai. Jung le sugirió a Tanaka que ingresara a la industria de la pornografía. Ha grabado bajo los nombres de Sasha Lei y Mulan Wang, hasta que Ed Powers le dio el nombre de Tia Tanaka.
En el 2006 empezó a asistir a la universidad para estudiar psicología.

## Premios
- 2007 Premios Adam Film World – Mejor Estrella Asiática[6]
- 2007 Premios FAME finalista – Actriz Favorita Nueva[7]